# Roos Netjes
Roos Netjes (Amstelveen, 19 september 1989) is een Nederlandse actrice.
Ze begon haar loopbaan in 2005 in de televisieserie Gooische Vrouwen. Netjes had daar een gastrol. Verder had ze gastrollen in Juliana, prinses van Oranje, Grijpstra en De Gier en in Baantjer. 
In 2009 had ze een grote rol in De hoofdprijs. Daarnaast waren er rolletjes in Terug naar de kust en Flikken Maastricht.

## Filmografie
- Gooische Vrouwen (2005) als Anne-Fleur
- Juliana, prinses van Oranje (2006) als Irene
- Grijpstra en De Gier (2006) als Kirsty
- Baantjer (2006) als Liesbeth van Wijk
- Wijster (film) (2008) als Susan
- Juliana II (2009) als Irene
- De hoofdprijs (2009) als Denise Leenders - 11 afleveringen)
- Terug naar de kust (2009) als Monique
- Flikken Maastricht (2010) als Doortje
- Schemer (2010) als Ilse
- Volgens Robert (2013) als Marcella Finkelstein
- Bureau Raampoort (2014) als Evelien - aflevering 1
- Volgens Jacqueline (2015) als Marcella Finkelstein
- Nieuwe tijden (2017-2018) als Fleur Jager
- Oogappels (2024) als vrouw in dierentuin - aflevering 5